# Subdistrictul Al-Hamraa
Subdistrictul Al-Hamraa (în arabă ناحية الحمراء) este un nahiyah (subdistrict) sirian situat în Districtul Hama din Guvernoratul Hama. Conform Biroului Central de Statistică din Siria (CBS), subdistrictul Al-Hamraa avea o populație de 32604 la recensământul din 2004.